# Maria van Antwerpen
Maria van Antwerpen (Breda, 1719 - Breda, 1781) fue una soldado y transformista holandesa. Es uno de los ejemplos más famosos y mejor documentados de mujer transformista que se alistara en el ejército como hombre. Además, se casó dos veces con mujeres. Se publicaron dos biografías sobre van Antwerpen en vida, una de ellas de Franciscus Lievens Kersteman en 1751.

## Vida
Fue hija de un cervecero y se quedó huérfana a los trece años. Trabajó como persona de la limpieza hasta que fue despedida en la mitad del invierno de 1745. Se alistó en el ejército como Jan van Ant en 1746 y se casó con la hija del sargento, Johanna Cramers, en 1748. Al ser reconocida por un antiguo empleador en 1751, fue juzgada por burlarse de la institución del matrimonio y por matrimonio fraudulento, y sentenciada al exilio de todas las ciudades de la guarnición.
Trabajó como costurera hasta 1762, cuando se casó con Cornelia Swartsenberg, embarazada después de una violación, y se alistó en el ejército nuevamente. Bautizaron al hijo de Cornelia con ella como padre. En 1769, fue reconocida por alguien que la conocía como costurera, y juzgada de nuevo. Swartsenberg huyó y van Antwerpen se exilió al área de Holanda. Murió en Breda a la edad de 62 años.

## Contexto
Otros ejemplos de mujeres neerlandesas haciéndose pasar por hombres incluyen a Adriana la Noy, que sirvió como marinero en la flota neerlandesa durante la primera guerra anglo-meerlandesa siendo descubierta en 1653; "Aal de Dragonder" (Aal la Dragona), una mujer que luchó como un dragón a finales del siglo XVII, y otra mujer anónima, también soldado, que fue descubierta después de haber sido asesinada en una pelea con cuchillos en 1710.